# سررا د کونتی
سررا د کونتی (به ایتالیایی: Serra de' Conti) یک کومونه در ایتالیا است که در استان آنکونا واقع شده‌است. سررا د کونتی ۲۴٫۵۱ کیلومتر مربع مساحت و ۳٬۶۷۸ نفر جمعیت دارد و ۲۶۱ متر بالاتر از سطح دریا واقع شده‌است.

## خواهرخوانده
شهرهای کنوتانگه و فریجنتو خواهرخوانده‌های سررا د کونتی هستند.